# 陳炯霖
陳炯霖（1982年10月26日—2013年7月22日）臺灣臺南市人，譯者、反核社會運動者。曾協助翻譯日本多篇核能災變資料，並透過在台灣環島的方式宣傳反核理念。後於家鄉戲水時不幸溺斃。

## 生平
陳炯霖生於臺南市北區的大港里。小時不喜念書，但受到日劇吸引，決定往日本求學，在高中時期看到周遭同學對於社會議題冷漠，卻激起他對社會議題的關心。自日本返臺後於安平區租屋，但亦常前往臺北參與綠色公民行動聯盟之活動。

## 翻譯與著作列表

### 翻譯
- 身為一個非現實的夢想家 村上春樹的反核演講 （页面存档备份，存于）
- 輻射戰爭中的藝術/運動與新的共同的創造 蘇盈如 — Thu, 2013-05-02 22:03
- 核電員工最後遺言：福島事故十五年前的災難預告 （页面存档备份，存于） 譯者：陳炯霖、蘇威任

### 著作
- 陳炯霖〈太魯閣旁的水泥工廠〉[永久]